# Ferdinand de Marsin
Ferdinand de Marsin (o Marchin), comte de Marchin, (Lieja, 10 de febrer del 1656 – Torí, 9 de setembre de 1706), també comte del Sacre Imperi Romanogermànic, marquès de Clermont d'Entragues, comte de Graville, senyor de Modave i de Vell Valeffe, fou un militar (Mariscal de França, 1703) i aristòcrata való al servei de Lluís XIV de França durant la Guerra de Successió Espanyola. Nomenat adjunt al comandament en cap de l'exèrcit borbònic al front italià, fou ferit i fet presoner a la batalla de Torí, i morí a aquesta ciutat de resultes de les ferides rebudes. Abans havia estat ambaixador francès a la cort de Felip V (juny de 1701), acompanyant al monarca espanyols a Itàlia i sent ferit a la batalla de Luzzara (15 d'agost de 1702).

## Biografia
Nascut al Principat de Lieja era fill de Jean-Gaspard Ferdinand de Marsin (o Marchin), tinent general del Sacre Imperi Romanogermànic. A la mort del seu pare passà al servei de Lluís XIV de França i rebé el comandament d'una companyia de gendarmes de Flandes creada per a ell. Ascendit al grau de brigadier el 1688, fou ferit en el transcurs de la batalla de Fleurus el 1690. El 1693 i com a mariscal de camp combaté a Flandres durant la Guerra dels Nou Anys, sobretot a Neerwinden i a Charleroi. Del 1701 al 1702 fou ambaixador de França a la Cort de la Monarquia Hispànica.
A l'esclat de la Guerra de Successió Espanyola fou destinat al front italià on combaté a la batalla de Luzzara. Malgrat el resultat indecís de la batalla, el Comte de Marsin obtingué una bona reputació.
De tornada a França fou honorat amb el govern d'Aire-sur-la-Lys. Després de la batalla de Speyerbach fou nomenat mariscal de França i comandant en cap de les tropes a Baviiera. El 1704, i sota el comandament del Duc de Tallard lluità a la batalla de Blenheim, on ls tropes franco-bavareses foren durament derrotades pel Duc de Marlborough i el Príncep de Savoia. El Comte de Marsin fou l'encarregat de protegir la retirada de les tropes franco-bavareses.
Després fou enviat a Alsàcia i posteriorment al front italià, on dirigí les operacions conjuntament amb el Duc de Roannais i el Duc d'Orleans. El 7 de setembre de 1706, i en contra de la seva opinió, les tropes franceses lliuraren la batalla de Torí, on les tropes borbòniques foren derrotades i el Comte de Marson resultà greument ferit i fet presoner. Morí dos dies més tard a conseqüència de les seves ferides.